# Aston Martin DB4 GT Zagato
Aston Martin DB4 GT Zagato är en sportcoupé som tillverkades av Aston Martin åren 1961–1963. 
Modellen tillverkades endast i tjugo exemplar och är därför den mest åtråvärda gatumodell som Aston Martin tillverkat. På en auktion 1990 bytte en DB4 GT Zagato ägare för summan 1,7 miljoner brittiska pund, enligt astonmartins.com.
Bilen är byggd på samma chassi som Aston Martin DB4 GT fast med ny coupékaross från Zagato. Denna var 150 kg lättare än den vanliga GT:n och hade dessutom starkare motor.
Under den värsta superbils-hypen på 1990-talet byggdes 4 nya bilar 1991, sanktionerade av Aston Martin och Zagato. De hade till och med egna chassinummer ur originalserien, då det fanns flera chassinummer som var vakanta. Bilarna hade DB4-chassin, uppgraderade enligt GT-specifikation och till viss del uppgraderade med moderna komponenter för att förbättra väghållningen. År 2000 byggdes ytterligare två sådana vagnar. Dessa bilar brukar kallas "Sanction II" och "Sanction III".  I och med att dessa bilar har chassinummer ur originalserien från 1960-talet räknas dessa som äkta Zagatocoupéer. 

## Repliker
På grund av hög efterfrågan bygger flera Aston Martinspecialister repliker, så kallade "recreations"  av DB4 GT Zagato. Dessa byggs på DB4-chassin som uppgraderas till GT-specifikation och förses med kopior av Zagatokarossen. Man använder DB4:ans vanliga motor som byggs om till GT-specifikation med en cylindervolym om 4,2 liter. Övrig mekanik och elkomponenter kommer från DB4, medan bromsar och fjädring följer moderna normer. Dessa bilar är i stort sett identiska med "Sanction II" och "Sanction III"-modellerna, men till skillnad från dessa räknas inte de nytillverkade Zagatomodellerna som äkta Zagatocoupéer, utan som repliker.